# Хутен, Питер
Джон Питер Хутен (англ. John Peter Hooten; род. 29 ноября 1950, Клермонт, Флорида, США) — американский актёр.

## Карьера
Широкую известность актёр получил в 1978 году, снявшись в центральной роли сразу в двух фильмах — в «Бесславных ублюдках» и в экранизации комиксов Marvel, телефильме «Доктор Стрэндж».

### Личная жизнь
С 1983 по 1995 состоял в любовных отношениях с американским поэтом Джеймсом Мерриллом.

## Фильмография
| Год  |   | Русское название       | Оригинальное название   | Роль                  |
| ---- | - | ---------------------- | ----------------------- | --------------------- |
| 1969 | с | Доктор Маркус Уэлби    | Marcus Welby, M.D.      | Ричард Росс           |
| 1972 | с | Уолтоны                | The Waltons             | Джейми                |
| 1977 | ф | Смерть среди айсбергов | Orca: The Killer Whale  | Пол                   |
| 1978 | ф | Бесславные ублюдки     | The Inglorious Bastards | Тони                  |
| 1978 | ф | Доктор Стрэндж         | Eden Lake               | Доктор Стэфан Стрэндж |
| 1982 | ф | Солдат                 | The Soldier             | Боец спецотряда ЦРУ   |